# Línea 59 (EMT Madrid)
La línea 59 de la EMT de Madrid une la estación de Atocha con San Cristóbal.

## Características
La línea comunica la estación de Atocha con el intercambiador multimodal de Legazpi, la Avenida de Córdoba, el Hospital 12 de Octubre, la Avenida de Andalucía y finalmente la colonia San Cristóbal de los Ángeles.
Se creó el 6 de febrero de 1971 para sustituir la línea periférica P-16 Delicias - San Cristóbal de los Ángeles que fue municipalizada por la EMT.
Su recorrido se complementa con la línea 79 entre Legazpi y su cabecera periférica y con las líneas 85 y 86 entre su cabecera central y el Cruce de Villaverde.
El 26 de mayo de 2014, cambia el nombre de la cabecera de Atocha por "Atocha Renfe".
El 3 de enero de 2021, vuelve a cambiar el nombre de la cabecera de Atocha Renfe por "Estación de Atocha".

### Frecuencias
| Lunes a viernes laborables      |               |
| De 6:00 a 7:00 De 20:00 a 23:00 | 11-26 minutos |
| De 22:00 a 23:00                | 11-17 minutos |
| Sábados laborables              |               |
| De 6:00 a 9:00 De 22:00 a 23:00 | 19-28 minutos |
| De 9:00 a 22:00                 | 19 minutos    |
| Domingos y festivos             |               |
| De 7:00 a 9:00 De 21:00 a 23:00 | 19-30 minutos |
| De 9:00 a 21:00                 | 19 minutos    |

## Recorrido y paradas

### Sentido Colonia San Cristóbal de los Ángeles
La línea inicia su recorrido en las dársenas situadas frente al Ministerio de Agricultura y la estación de Atocha. Desde este punto se dirige a la Plaza del Emperador Carlos V.
En esta plaza toma la salida del Paseo de Santa María de la Cabeza, por el que baja hasta la glorieta del mismo nombre, en la cual gira hasta salir por la calle Embajadores en dirección sureste. Recorre esta calle hasta la Plaza de la Beata María Ana de Jesús, donde toma el paseo de las Delicias hasta desembocar en la Plaza de Legazpi.
Desde esta plaza sale por el Puente de Andalucía, que franquea el río Manzanares y llega a la Glorieta de Cádiz, en la cual la línea toma la salida de la Avenida de Córdoba, que recorre en su totalidad hasta pasar junto al Hospital 12 de Octubre, en la Glorieta de Málaga, donde se incorpora a la Avenida de Andalucía.
A continuación, la línea circula por la Avenida de Andalucía hasta llegar a las inmediaciones de la Colonia San Cristóbal de los Ángeles, donde sale en dirección a la misma por el Paseo de María Droc.
Una vez dentro de la colonia, circula por las calles Burjasot y Godella, teniendo su cabecera en esta última.
| Código | Parada                                         | Común con                                                             | Conexiones con Metro y Cercanías | Otros |
| ------ | ---------------------------------------------- | --------------------------------------------------------------------- | -------------------------------- | ----- |
| 50011  | ESTACIÓN DE ATOCHA (Av. Cdad. Barcelona)       |                                                                       | Atocha                           |       |
| 1167   | Reina Sofía                                    | 6 85                                                                  |                                  |       |
| 1926   | Palos de la Frontera                           | 6 85                                                                  | Palos de la Frontera             |       |
| 1927   | Santa María de la Cabeza                       | 6 55 85                                                               |                                  |       |
| 1928   | Santa María de la Cabeza (C/ Embajadores, 114) | 6 78 85 148                                                           |                                  |       |
| 1168   | Embajadores-Batalla del Salado                 | 85                                                                    |                                  |       |
| 1188   | Beata                                          | 8 19 45 47 85 86 247                                                  |                                  |       |
| 1170   | Legazpi                                        | 8 19 45 47 62 76 85 86 247                                            | Legazpi                          |       |
| 5718   | Glorieta de Cádiz                              | 18 22 76 79 85 86 411 421 422 424 426 447 448                         |                                  |       |
| 5719   | Almendrales                                    | 18 22 76 79 85 86                                                     | Almendrales                      |       |
| 5720   | Avenida de Córdoba                             | 18 22 76 79 85 86                                                     |                                  |       |
| 1132   | Hospital 12 de Octubre                         | 18 22 76 79 85 86 411 421 422 423 424 426 429 447 448 VAC-158 VAC-231 | Hospital 12 de Octubre           |       |
| 5378   | Glorieta de Málaga                             | 18 22 76 79 81 85 86                                                  |                                  |       |
| 1135   | San Fermín-Orcasur                             | 18 22 79 85 86 411 421 422 424 447 448                                | San Fermín-Orcasur               |       |
| 1137   | Avenida de Andalucía-Avenida los Rosales       | 18 22 79 85 86                                                        |                                  |       |
| 1172   | Avenida de Andalucía-Centro Comercial          | 22 79 85 411 421 422 424 426 447 448                                  | Ciudad de los Ángeles            |       |
| 4662   | Avenida de Andalucía-Felicidad                 | 22 79 85 411                                                          |                                  |       |
| 1174   | Bohemios-Sáhara                                | 22 79 85 411 447 448                                                  |                                  |       |
| 4664   | Avenida de Andalucía-Anoeta                    | 22 79 85 411                                                          |                                  |       |
| 1176   | Villaverde Cruce                               | 79                                                                    | Villaverde Bajo Cruce            |       |
| 1178   | María Droc-San Dalmacio                        | 79                                                                    |                                  |       |
| 1179   | Burjasot                                       | 79                                                                    |                                  |       |
| 1180   | SAN CRISTÓBAL (C/ Godella, 70)                 | 79                                                                    |                                  |       |

### Sentido Estación de Atocha
El recorrido de vuelta es idéntico al de la ida pero en sentido contrario con dos excepciones:
- Dentro de la Colonia San Cristóbal de los Ángeles circula por las calles Godella y Rocafort en vez de Burjasot y Godella, y no circula por el Paseo de María Droc, sino que se incorpora directamente a la Avenida de Andalucía.
- En el tramo final, donde la línea sube por el paseo de las Delicias desde la plaza de Legazpi hasta la del Emperador Carlos V en vez de circular por el paseo de Santa María de la Cabeza y Embajadores.

| Código | Parada                                   | Común con                                                             | Conexiones con Metro y Cercanías      | Otros |
| ------ | ---------------------------------------- | --------------------------------------------------------------------- | ------------------------------------- | ----- |
| 1180   | SAN CRISTÓBAL (C/ Godella, 70)           | 79                                                                    |                                       |       |
| 1181   | Rocafort-Moncada                         | 79                                                                    | San Cristóbal                         |       |
| 1177   | Villaverde Cruce                         | 79                                                                    | Villaverde Bajo Cruce                 |       |
| 4665   | Avenida de Andalucía-Anoeta              | 22 79 85 411                                                          |                                       |       |
| 1175   | Bohemios Sáhara                          | 22 79 85 411 447 448                                                  |                                       |       |
| 4663   | Avenida de Andalucía-Felicidad           | 22 79 85 411                                                          |                                       |       |
| 1173   | Avenida de Andalucía-Centro Comercial    | 22 79 85 411 421 422 424 426 447 448                                  | Ciudad de los Ángeles                 |       |
| 1138   | Avenida de Andalucía-Avenida los Rosales | 18 22 79 85 86                                                        |                                       |       |
| 1136   | San Fermín-Orcasur                       | 18 22 79 85 86 411 421 422 424 447 448                                | San Fermín-Orcasur                    |       |
| 1134   | Avenida de Andalucía-San Fermín          | 18 22 76 79 85 86 411                                                 |                                       |       |
| 5379   | Glorieta de Málaga                       | 18 22 76 79 85 86                                                     |                                       |       |
| 5380   | Hospital 12 Octubre                      | 18 22 76 79 85 86 411 421 422 423 424 426 429 447 448 VAC-158 VAC-231 | Hospital 12 de Octubre                |       |
| 5702   | Avenida de Córdoba                       | 18 22 76 79 85 86                                                     |                                       |       |
| 5703   | Almendrales                              | 18 22 76 79 85 86                                                     | Almendrales                           |       |
| 5704   | Glorieta de Cádiz                        | 18 22 76 79 85 86 411 421 422 424 426 447 448                         |                                       |       |
| 3858   | Legazpi                                  | 47 62 76 85 86 247                                                    | Legazpi                               |       |
| 1182   | Beata                                    | 8 19 45 47 85 86 247                                                  |                                       |       |
| 5036   | Delicias-Cáceres                         | 8 19 45 47 85 86 247                                                  |                                       |       |
| 1183   | Estación de Delicias                     | 19 45 47 85 86 247                                                    | Delicias (Metro) Delicias (Cercanías) |       |
| 1184   | Metro Palos de la Frontera               | 6 19 45 47 55 85 86 247                                               | Palos de la Frontera                  |       |
| 5360   | Delicias-Atocha                          | 85 86 102 E1                                                          |                                       |       |
| 50011  | ESTACIÓN DE ATOCHA (Av. Cdad. Barcelona) |                                                                       | Atocha                                |       |

## Galería de imágenes

Mapa zonal de la estación de Almendrales con las líneas de autobuses que pasan por ella, entre las que se encuentra la línea 59.